# Arrival (album)
 For alternative betydninger, se Arrival. (Se også artikler, som begynder med Arrival)
Arrival er en LP/album af popgruppen ABBA fra 1976, der bl.a. indeholder gruppens kæmpehits Dancing Queen og Knowing Me, Knowing You. Albummet er ABBAs fjerde album.

## Numreliste

### A-side
1. When I Kissed The Teacher
2. Dancing Queen
3. My Love, My Life
4. Dum Dum Diddle
5. Knowing Me, Knowing You

### B-side
1. Money, Money, Money
2. That's Me
3. Why Did It Have To Be Me
4. Tiger
5. Arrival

CD-bonustracks:
1. Fernando
2. Happy Hawaii

## Eksterne links
- Officiel video med "Dancing Queen" på ABBA's Vevo kanal på YouTube